# Deniz Cooper
Deniz Cooper (* 1. April 1985 in Wien; bürgerlich: Deniz Raunig) ist ein österreichischer Schauspieler, Regisseur und Filmproduzent.

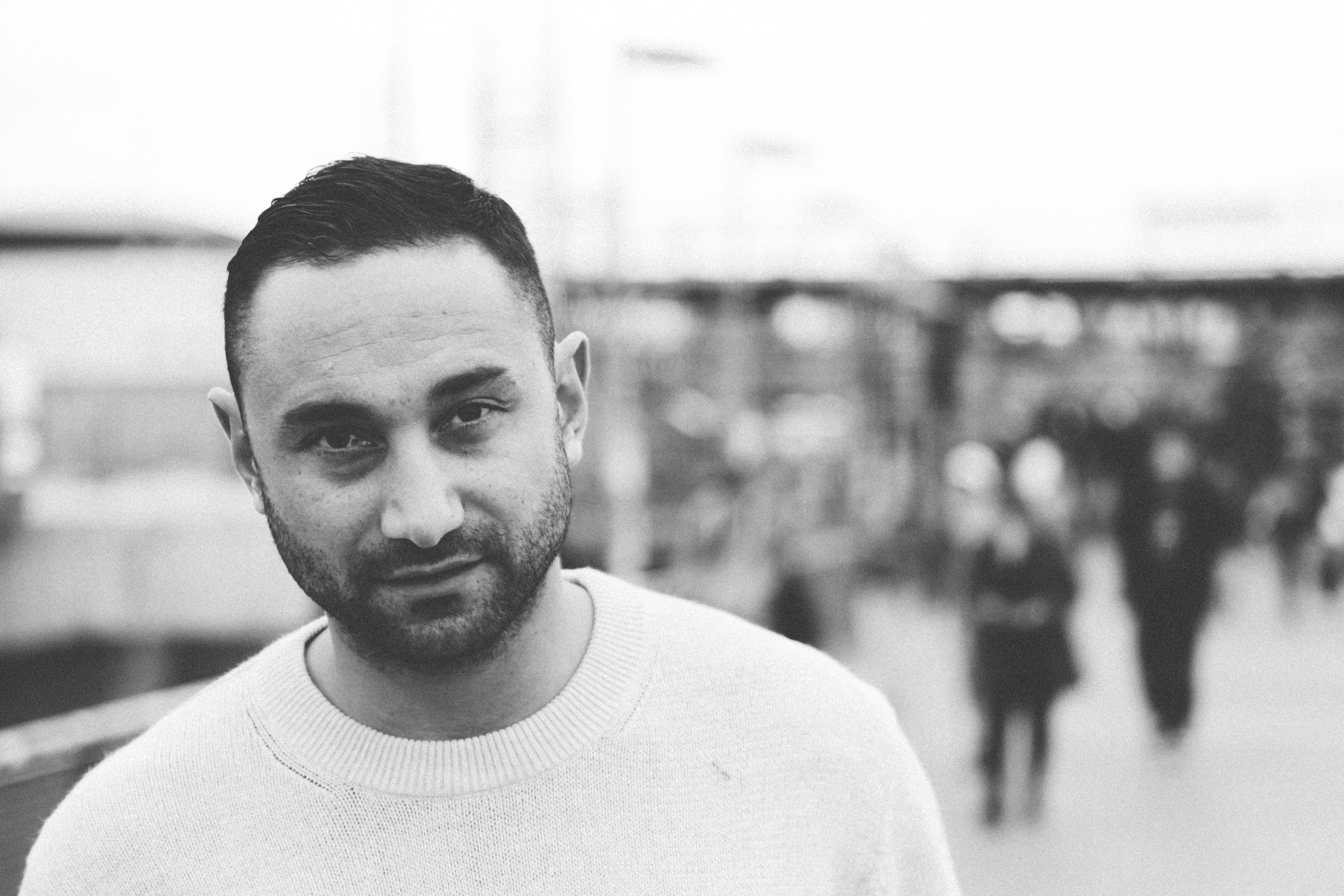
Deniz Cooper (2009)

## Leben
Er wuchs bei seiner Mutter Eva Raunig in Wien auf. Sein Vater Hamdi Döker ist Filmproduzent. Nach der Matura im Gymnasium Stubenbastei studierte er Rechtswissenschaften an der Rechtswissenschaftlichen Fakultät der Universität Wien. Nebenbei arbeitete er beim Film, vor und hinter der Kamera. Seine erste Rolle spielte Cooper 2004 in Spiele Leben, einem Kinofilm der Coop99 unter der Regie von Antonin Svoboda, der 2005 am Toronto International Film Festival uraufgeführt wurde. Es folgten zahlreiche Auftritte in österreichischen und deutschen TV- und Spielfilm-Produktionen.
Im Februar 2019 feierte sein erster eigener Film Fisch lernt fliegen seine Premiere bei den Internationalen Filmfestspielen Berlin 2019 in der Sektion Perspektive Deutsches Kino. Cooper übernahm die Regie bei dem Film, den er gemeinsam mit Salka Weber schrieb und produzierte. Die Österreich-Premiere fand im Zuge der Diagonale – Festival des österreichischen Films im März 2019 in Graz statt.
2022 produzierte er mit seiner Filmproduktion April April Filme den mittellangen Film "Land der Berge" unter der Regie der Regisseurin Olga Kosanović. Der Film feierte seine Premiere 2023 bei der Diagonale - Festival des österreichischen Films, wo er als bester Nachwuchsfilm und bester Kurzfilm prämiert wurde. Der Film, der auf etlichen Filmfestivals gezeigt wurde, erhielt neben weiteren Auszeichnungen 2024 den Max Ophülspreis für den besten mittellangen Film und den Max Ophüls Publikumspreis.
2024 produzierte er mit April April Filme den Kinodokumentarfilm "Noch lange keine Lipizzaner", der 2025 am Filmfestival Max Ophülspreis seine Weltpremiere feierte.

## Filmografie als Filmemacher (Auswahl)
- 2014: Zahltag
- 2019: Fisch lernt fliegen
- 2023: Land der Berge
- 2025: Noch lange keine Lipizzaner

## Filmografie als Schauspieler (Auswahl)
- 1989: Follow Me
- 2005: Spiele Leben
- 2005: Zum Beispiel Praterstern
- 2006: Slumming
- 2009–2013: Schnell ermittelt (Fernsehserie, 2 Episoden)
- 2010: Der Winzerkönig – Ende und Anfang
- 2010: Tatort: Glaube, Liebe, Tod
- 2010: Vitasek? – Doppelgänger
- 2011: Die Schatten, die dich holen
- 2011: Die Schatten, die dich holen
- 2011: Kebab mit Alles
- 2011: Der Wettbewerb (Fernsehfilm)
- 2012: Vatertag
- 2012: Ein Sommer in Kroatien (Fernsehreihe)
- 2013: Die verbotene Frau
- seit 2013: CopStories (Fernsehserie, 15 Episoden)
- 2014: SOKO Donau (Krimiserie)
- 2015: Hangover in High Heels
- 2015: Schall und Rauch
- 2017: Die Hölle – Inferno
- 2017: SOKO Kitzbühel (Krimiserie, Folge Sport ist Mord)
- 2017: Stadtkomödie – Herrgott für Anfänger
- 2018: Dogs of Berlin
- 2018: Cops
- 2019: Villa Eva
- 2022: Tatort: Alles was Recht ist
- 2022: Geschichten vom Franz
- 2023: Neue Geschichten vom Franz

## Theater (Auswahl)
- 2011: “Der Mann ohne Vergangenheit”, Armes Theater Wien, Regie: Erhard Pauer
- 2011: “Der Kaktus”, Theater Drachengasse, Regie: Christine Wipplinger
- 2012: “Entkörperung.2.0”, Theater Ångstrøm, Regie: Dora Schneider